# Maomé ibne Raique

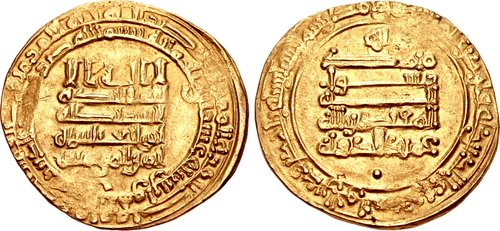
Dinar de ouro de Almoctadir r.

Abu Becre, Abubacar, Abacar ou Abubequer Maomé ibne Raique (em árabe: محمد بن رائق; romaniz.: Abu Bakr Muhammad ibn Ra'iq; m. 13 de fevereiro de 942), geralmente simplesmente ibne Raique (ibn Raiq ou ibn Ra'iq), foi um alto oficial do Califado Abássida, que explorou a fraqueza do governo califal para tornar-se o primeiro emir de emires (amir al-umara, regente de facto) do califado em 936. Deposto pelos líderes militares turcos em 938, readquiriu o posto em 941 e manteve-o até seu assassinato em fevereiro de 942.

## Biografia
O pai de Abu Becre era de origem cazar e serviu como oficial militar sob o califa Almutadide (r. 892–902). Sob Almoctadir (r. 908–932), serviu como saíbe da xurta ou chefe de polícia e camareiro (hájibe). Após a deposição e morte de Almoctadir e a ascensão de Alcair (r. 932–934), Abu Becre caiu em desgraça e abandonou Bagdá. Ele, no entanto, conseguiu ser nomeado governador de Baçorá, e retornou ao favor califal e obteve o governo de Uacite durante a ascensão de Arradi (r. 934–940). Os golpes frequentes e a luta violenta pelo controle do califado tinham enfraquecido consideravelmente o governo central. O controle efetivo sobre o Magrebe e Coração foi perdido há muito tempo, e agora dinastias locais autônomas emergiram nas províncias próximas ao Iraque: Egito e Síria foram governados pelos iquíxidas, os hamadânidas asseguraram controle sobre a Mesopotâmia Superior - a planície "ilha" entre o Tigre e Eufrates - enquanto muito do Irã foi governado pelos senhores dailamitas, entre eles os buídas, que tornaram-se proeminentes. Mesmo no Iraque, a autoridade do governo califal foi desafiado. Assim no sul, próximo de Baçorá, a família albarida sob Abul Abedalá Albaridi estabeleceu seu próprio domínio, frequentemente recusando enviar as receitas dos tributos para Bagdá e estabelecendo contatos com os buídas de Pérsis.
Nesta atmosfera de desintegração, Abu Becre do mesmo modo recusou-se a enviar a receita de sua província para Bagdá. O vizir do califa, ibne Mucla, tentou restaurar o controle central, mas sua expedição contra os hamadânidas em 935 falhou em conseguir quaisquer resultados duradouros e sua tentativa de fazer campanha contra Abu Becre na primavera seguinte falhou, e ele nem conseguiu sair da região, sendo preso. Arradi foi agora forçado a virar-se para Abu Becre por ajuda, mesmo embora tenha indeferido tal proposta em 935. Assim, em 936, Abu Becre veio para Bagdá assumir o controle de facto sobre o governo califal com o título de emir de emires. O posto implicou o comando total do exército, bem como a supervisão da administração civil, até então a província do vizir. O califa foi privado de qualquer dizer em assuntos de Estado, e marginalizou-o para um papel puramente simbólico.

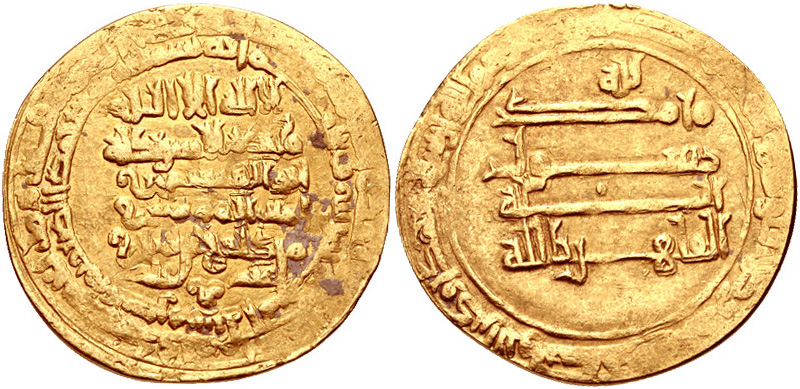
Dinar de ouro de Mardavige r.

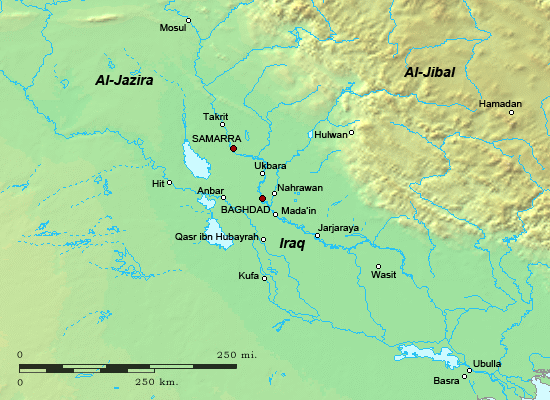
Iraque em meados do século IX

Os principais pilares do regime de Abu Becre foram as tropas turcas sob Bajecã e Tuzum, antigos subordinados de Mardavige (r. 930–935) Para assegurar sua própria posição, Abu Becre massacrou a antiga guarda califal, os Hujaris, destruindo o último corpo de tropas ainda leal à dinastia abássida. A autoridade de Abu Becre foi logo enfraquecida quando se desentendeu com os albaridas de Avar, que inicialmente apoiou sua ascensão ao poder. Quando tentou privá-los de sua província, eles reabriram seus contatos com os buídas. Finalmente, estava descontente entre o exército turco que levou a sua queda: os turcos sob Bajecã ergueram-se contra ele, e após uma breve luta, Bajecã tornou-se o nome emir de emires em setembro de 938, enquanto Abu Becre foi enviado para governar Diar Modar.
A luta entre Bajecã e Abu Becre teve uma consequência desastrosa e a longo prazo: tentando impedir o avanço de Bajecã em direção a Bagdá, ordenou o bloqueio do Canal de Naravã para inundar o campo. Essa ação não beneficiou-o, mas pesadamente debilitou a agricultura local por séculos, uma vez que o canal desempenhava um papel central no antigo sistema de irrigação de Sauade. Como Hugh N. Kennedy escreve, "a violação do canal de Naravã foi simplesmente o exemplo mais dramático de um fenômeno muito difundido do período; e foi simbólico para o fim do 'poder abássida, assim como a violação da Represa de Maribe foi do fim da prosperidade da Sul da Arábia pré-islâmica".
Bajecã permaneceu emir de emires até sua morte em 941, momento que Abu Becre encontrou a oportunidade de recuperar sua posição: ele marginalizou Curanquije, o sucessor de Bajecã, e assegurou sua renomeação como emir de emires em setembro de 941. Ele não o usufruiu por muito tempo, pois no começo de 942 foi assassinado sob ordens do príncipe hamadânida Nácer Adaulá (r. 935–967), que logo sucedeu-o como emir de emires.